# Grammonota capitata
Grammonota capitata är en spindelart som beskrevs av James Henry Emerton 1924. Grammonota capitata ingår i släktet Grammonota och familjen täckvävarspindlar. Inga underarter finns listade i Catalogue of Life.